# Tintura de iode
La tintura de iode  és tintura (una solució d'etanol) d'entre un 3 i un 10% de iode molecular (I  2 ) emprada com desinfectant. Per tal de dissoldre el iode també posseeix iodur de potassi (KI) (per a formar el complex I  3   - ). També s'empra lugol per a la mateixa finalitat, sobretot quan no es desitja la presència d'etanol. Té el desavantatge, pel que fa a la povidona iodada, de tacar i no poder ser rentat.